# Marcel Haegelen
 (septembre 2018).
Si vous disposez d'ouvrages ou d'articles de référence ou si vous connaissez des sites web de qualité traitant du thème abordé ici, merci de compléter l'article en donnant les références utiles à sa vérifiabilité et en les liant à la section « Notes et références ».
Marcel Émile Haegelen, né le 13 septembre 1896 à Belfort et mort le 24 mai 1950 à Paris, est un as de l'aviation français de la Première Guerre mondiale puis pilote de chasse pendant la Seconde Guerre mondiale, sans toutefois devenir as, et un pilote d'essai réputé pour ses performances aériennes.
Avec Lionel de Marmier, il l'un des rares pilotes à avoir obtenu des victoires aériennes durant les deux guerres mondiales.

## Biographie

### As de la Première Guerre mondiale
Né le 13 septembre 1896 à Belfort, ce fils d'un militaire de carrière (capitaine de l'Armée de terre) : Alfred Haegelen et de Marguerite Marie Chapuis, s'engage le 15 septembre 1914 au 27e régiment d'infanterie. Sa conduite au front lui vaut le grade de caporal et trois citations. Il est évacué le 10 avril 1915 pour fièvre typhoïde.
Passé dans l'aviation le 25 juillet 1915, Marcel Haegelen suit une formation à Dijon, puis à Avord le 31 août 1915. Il reçoit son brevet de pilote militaire sous le no 2309 le 10 janvier 1916. Affecté au Groupe des divisions d'entraînement (GDE) du Plessis-Belleville le 19 janvier 1916, il est nommé caporal le 20. Pilote dans un premier temps à l'escadrille F8 du 10 avril 1916 au 8 février 1917, il est promu au grade de sergent le 20 juin 1916. Il vole sur Nieuport au sein de l'escadrille SPA 103 du groupe de combat no 12 de l'escadrille des Cigognes. Le 27 mai 1917, il remporte sa première victoire aérienne homologuée, au-dessus de Nauroy. Le lendemain, il récidive en abattant un avion ennemi au-dessus de Chenay. Il est blessé à la tête et à la poitrine lors d'un combat aérien où son avion touché fait une chute le 28 mai 1917.
Il est nommé adjudant le 5 novembre 1917.
Le 25 janvier 1918, il est promu sous-lieutenant à titre temporaire, et du 11 mars 1918 au 5 novembre il est pilote de l'escadrille SPA100 (en). Il pilote désormais un Spad XIII. Haegelen devra attendre le mois de mars 1918 pour connaitre à nouveau la victoire. Le 23 mars, il remporte un doublé en abattant deux Albatros D.V en compagnie de deux autres as français, Jean Chaput et Auguste Lahoulle.
Le 6 juin 1918, il devient as à son tour en abattant un ballon d'observation ennemi au-dessus de Le Charmel. Haegelen entame alors une série de 17 victoires en l'espace de quatre mois. En juin, il remporte trois nouvelles victoires, et le 28 du même mois il est nommé sous-lieutenant à titre définitif. En juillet, il remporte quatre victoires supplémentaires dont deux sur des ballons d'observation. En août, il abat deux nouveaux ballons et porte son nombre de victoires à 14. Le mois de septembre sera celui des records, il remporte six nouvelles victoires, dont un doublé le 15 septembre. Ce jour-là, il abat un premier ballon d'observation à 15 h 20 au-dessus de Chatel-Chéhéry, puis un second à 17 h 55 au-dessus de Brieulles-sur-Meuse. Il remporte ses trois dernières victoires au mois d'octobre 1918.
Il passe à l'escadrille SPA 89 du 5 novembre 1918 au 15 janvier 1919 et à la 1re brigade, escadre de combat no 1, dans l'escadrille SPA 48 du 15 janvier 1919 au 10 avril 1919. Pilote de l'escadrille SPA 162 du 17 avril 1919 au 5 septembre 1920 de la 2e brigade, escadre de combat no 2. Au sein de cette dernière escadrille il est affecté à l'aviation polonaise le 17 avril 1919. Il est nommé instructeur à l'école d'aviation de Varsovie. Il est rayé des contrôles du 27e régiment d'infanterie, le 15 janvier 1920 il est affecté au 54e régiment d'infanterie classé hors cadres aéronautique au 4e régiment d'aviation, il est de retour en France le 5 septembre 1920. Il prend alors un congé de trois ans sans solde.
À la fin de la guerre, le sous-lieutenant Haegelen totalise 23 victoires homologuées et trois probables, se classant ainsi au onzième rang des as français.

### Pilote d'essai durant l'entre-deux-guerres
Le 16 décembre 1920, il est pilote de la Compagnie de la navigation aérienne franco-roumaine.
Il est affecté au 3e régiment d'aviation de chasse qui s'installe à Châteauroux, au lieu-dit La Martinerie. Cette unité a un effectif de 800 officiers, sous-officiers et militaires du rang. Elle met en œuvre des SPAD, Caudron, Nieuport et Hanriot. Elle possède dix avions et elle est articulée en deux groupes de trois patrouilles.
Reconverti dans l'aviation civile, il fonde l’Aéro-club de la Côte-d’Or en 1923 à Longvic, près de Dijon. Puis il effectue une période au Centre d'études de l'aéronautique (service des avions) à Versailles du 15 octobre 1923 au 15 janvier 1924.
Il obtient le 27 juillet 1925 son brevet d'observateur en avion. Il est affecté  au 37e régiment d'aviation, volontaire pour le Maroc le 9 août 1925. Il embarque à Bordeaux sur le vapeur Missouri à destination de Casablanca. Il est aussitôt affecté à la 7e escadrille du Maroc du 8 août 1925 au 27 février 1926. Une nouvelle affectation l'envoie au 34e régiment d'aviation du 21 février 1928 au 12 mars 1928. Il effectue un stage de tir à la base aérienne 120 de Cazaux du 6 au 12 mars 1928. Il démissionne de l'armée d'active le 27 février 1929, puis est promu lieutenant de réserve le 25 juin 1929.
Engagé comme pilote formateur et pilote d'essai par la firme d'aviation Hanriot, il implante en 1928 l'école de pilotage de sa société à Bourges, où elle est directement à l'origine de l'ouverture de l'aéroport, puis de l'implantation d'une usine d'avions dont Haegelen devient le pilote d'essai.
Il remporte la Coupe Michelin Internationale en 1931 et en 1932 aux commandes d'un monoplace Lorraine Hanriot LH.41/2. Il s'adjuge, la seconde fois, le record mondial de vitesse sur 2 000 km sans charge à 263,9 km/h.
Il avait toutefois échoué à remporter la Coupe Michelin en 1930. En effet, le 29 juin 1930, tandis qu’il participait à la célèbre épreuve, l’aviateur avait capoté à l’atterrissage sur le terrain d’aviation militaire de Courcy. Victime d’une commotion cérébrale, l’as de guerre avait aussitôt été transporté à l’hôpital de Reims. Quelques jours plus tard, Marcel Haegelen — qui, le jour de sa chute, s’était inquiété de sentir dans sa main droite un fourmillement de mauvais augure — reçut la presse et lui fit part de la satisfaction qu’il éprouvait à pouvoir remuer normalement l’index et le médium droit et de constater qu’il avait recouvré leur sensibilité normale. De nombreux témoignages de sympathie parvinrent à l’infortuné pilote. Charles Magny, préfet de la Marne, accompagné de son chef de cabinet, lui rendit visite le 1er juillet. Michel Détroyat, pilote d’essais chez Morane-Saulnier et vainqueur malgré lui de la compétition, adressa un télégramme à son concurrent malheureux : « Tu devais gagner la coupe. Ton accident me fait victorieux mais attriste ma victoire. » Marcel Haegelen reçut également, en provenance de Villacoublay, un télégramme expédié par les mécaniciens du constructeur Hanriot. Entre autres personnalités, Dieudonné Costes, Maurice Bellonte et Jean Vanlaere lui rendirent visite, ainsi que plusieurs officiers et sous-officiers du 12e régiment d’aviation de bombardement de Reims venus l’assurer de leur amitié.

### Seconde Guerre mondiale et Résistance

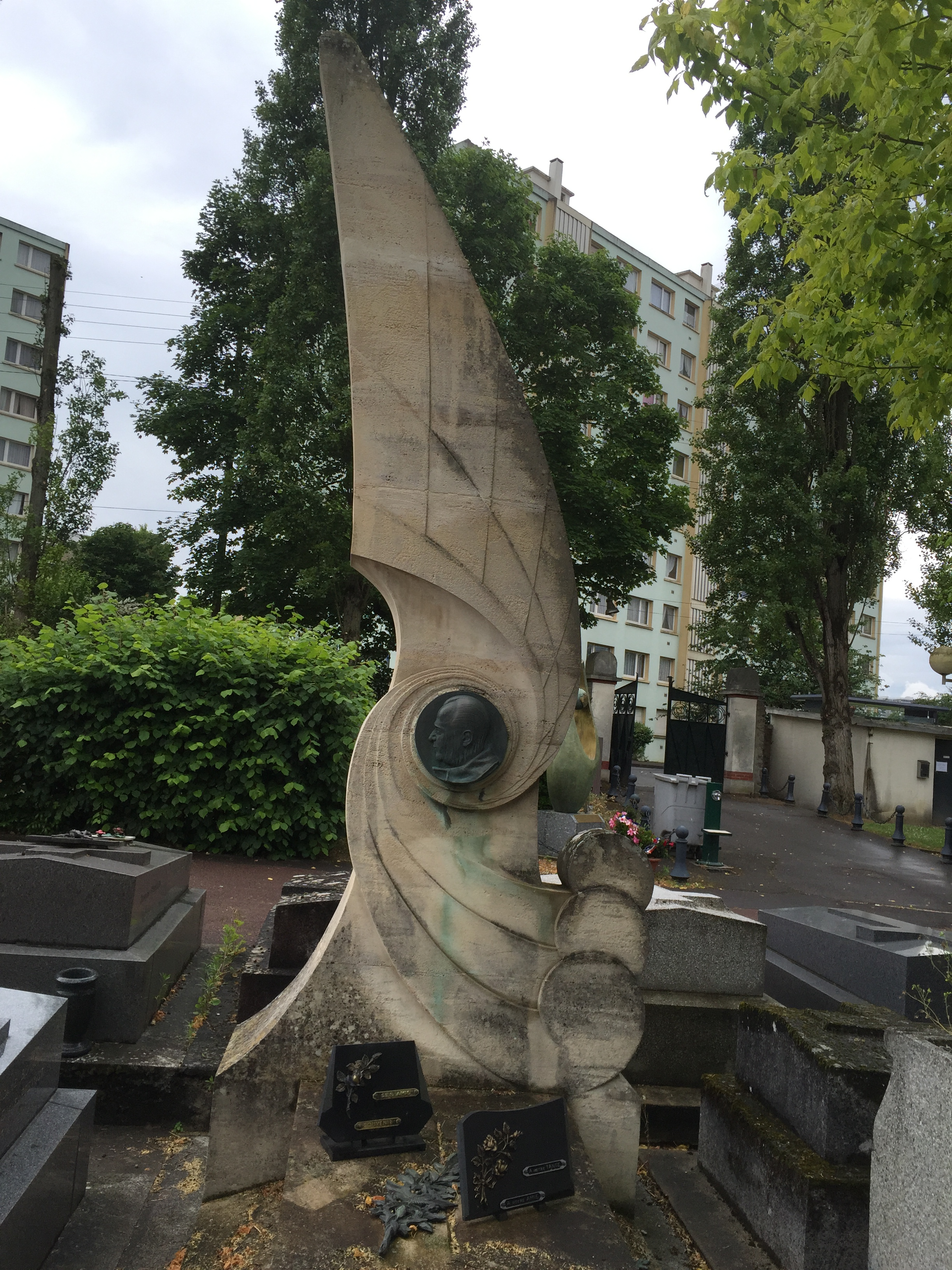
Tombe de Marcel Haegelen au cimetière de Ris-Orangis.

Redevenu pilote de chasse au début de la Seconde Guerre mondiale, le lieutenant-colonel de réserve Marcel Haegelen, est placé à la tête de l'escadrille de défense de la Base de Bourges, composée de pilotes polonais. À bord d'un Curtiss H.75 Hawk, il abat un bombardier allemand le 14 juin 1940, devenant un des rares pilotes ayant obtenu des victoires aériennes durant les deux guerres mondiales. Il est cependant blessé au bras durant le combat.
Entré dans la Résistance, il appartient au réseau Roy. Il est arrêté en 1943 et incarcéré à Bourges à la prison du Bordiot, où sa captivité est adoucie par Aloïs Stanke.
Marcel Haegelen est membre de la franc-maçonnerie[réf. nécessaire].
Il meurt le 24 mai 1950 à l'hôpital du Val-de-Grâce dans le 5e arrondissement de Paris, et est inhumé au cimetière de Ris-Orangis (Essonne).

## Appareils pilotés
- Voisin III LA
- Breguet-Michelin 2 BM.2
- Nieuport 11
- Caudron R.4
- Farman F.40
- Curtiss H.75 Hawk

## Distinctions
- Grand officier de la Légion d'honneur (décret du 28 juillet 1947) ; commandeur à titre civil du 14 mars 1932, officier du 16 juin 1920, chevalier du 19 juillet 1918.
- Médaille militaire le 29 juin 1917.
- Croix de guerre 1914–1918  avec 18 citations, 14 palmes, deux étoiles.
- Croix de guerre 1939–1945.

- Croix du combattant volontaire de la Résistance
- Insigne des blessés militaires (une blessure de guerre le 28 mai 1917).

## Hommage
Un verger nouvellement créé en pleine ville à Belfort à l'emplacement de l'ancien Institut de formation en soins infirmiers, rue Jean Rostand, et portant le nom de Marcel Haegelen a été inauguré en 2022.

### Iconographie
- Studio Harcourt, Portait photographique du Colonel Marcel Haegelen en grand uniforme, photographie de la collection de Philippe Bentresque, reproduite sur le site de l'escadrille 103.